# Clinique pédopsychiatrique
La clinique pédopsychiatrique (en suédois : Barn- och ungdomspsykiatriska kliniken) 
à l'origine hôpital pour enfants de Sachs (en suédois : Sachsska barnsjukhuset) est un établissement psychiatrique pour enfants et adolescents située dans le quartier de Södermalm à Stockholm en Suède.

## Présentation
La clinique psychiatrique pour enfants et adolescents, à l'origine l'hôpital pour enfants de Sachs, est la clinique psychiatrique pour enfants et adolescents du conseil du comté de Stockholm depuis 2006. 
L'hôpital pour enfants et adolescents de Sachs est désormais situé dans le bâtiment de l'hôpital du sud. 
La clinique psychiatrique pour enfants et adolescents est située au sud de Södersjukhuset.

## Histoire
L'hôpital pour enfants Simon et Mathilda Sachs, a été créé grâce à un don de l'homme d'affaires Josef Sachs et de sa sœur Alice Thiel, à la mémoire de leurs parents Simon Sachs et Lea Mathilda. 
Les fonds provenaient, selon les souhaits exprès de Simon et de sa femme, de sa succession.
Le don à la ville de Stockholm, d'un montant de 400 000 couronnes, était destiné à un hôpital pour nourrissons et a été fait en mémoire de leurs parents Simon et Mathilda Sachs, qui avaient déménagé d'Allemagne en Suède en 1860. 
Le premier enfant du couple est décédé en bas âge, un événement qui a eu une importance pour le don.
Le fils du couple, Josef Sachs, fut chargé par ses parents de réaliser le projet, ce qu'il fit après leur mort en 1906.
Le bâtiment de l'hôpital est situé directement à côté de Södersjukhuset, sur les falaises au-dessus d'Årstaviken.
L'architecte était Ivar Tengbom et la décoration artistique était de Hjördis Nordin-Tengbom.
Sur le portail sculpté, des enfants jouent avec un ours, au-dessus duquel se trouve une plaque commémorative avec le texte : « À la mémoire de Simon et Mathilda Sachs 1907 - 1911 ». 
Sur la base en granit du portail, on peut voir un couple de chien et de chat prenant soin de leur chiot. L'hôpital pour enfants et adolescents de Sachs a été inauguré le 5 mars 1911 Det.
Il pouvait alors accueillir 54 enfants et quatre mères accompagnatrices. 
Le personnel était composé de deux infirmières en chef, de quatre aides-soignantes, de dix étudiants et de six infirmières à temps plein.
Au début des années 1930, les enfants jusqu’à l’âge scolaire étaient également acceptés. Au cours des années 1948-1949, l'installation a été complétée par deux pavillons, également conçus par Ivar Tengbom. À ce moment-là, le grand voisin, l'hôpital du sud, était également prêt depuis quelques années.
En 1970, l'hôpital pour enfants de Sachs a été géré par Conseil du comté de Stockholm. Au cours des années 1990, un emménagement des soins de santé pédiatriques somatiques dans les locaux de l'hôpital du sud a commencé, qui s'est achevé en 2005.
Depuis lors, le département de pédopsychiatrie (BUP) est installé dans ces bâtiments.

## Galerie

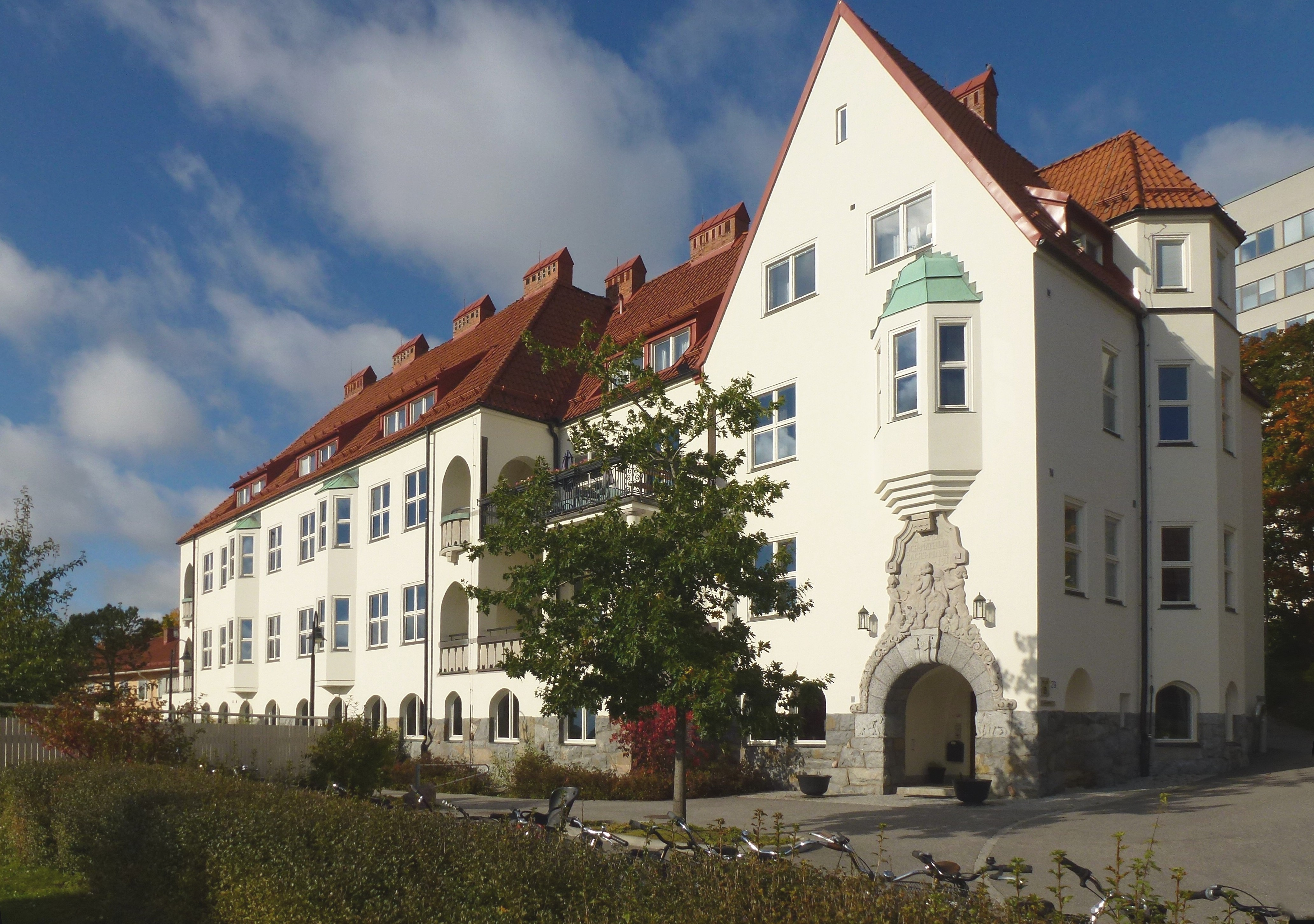
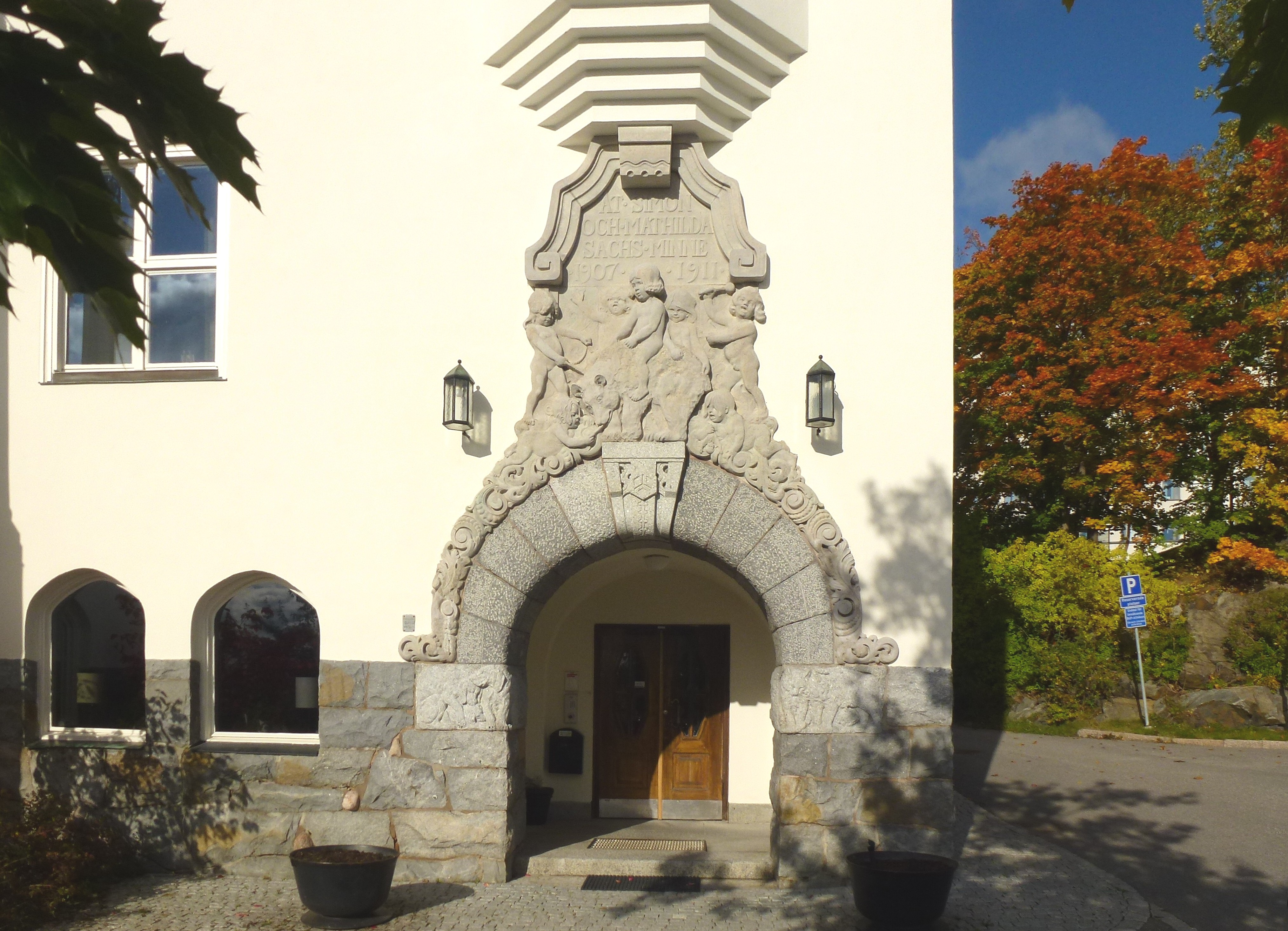
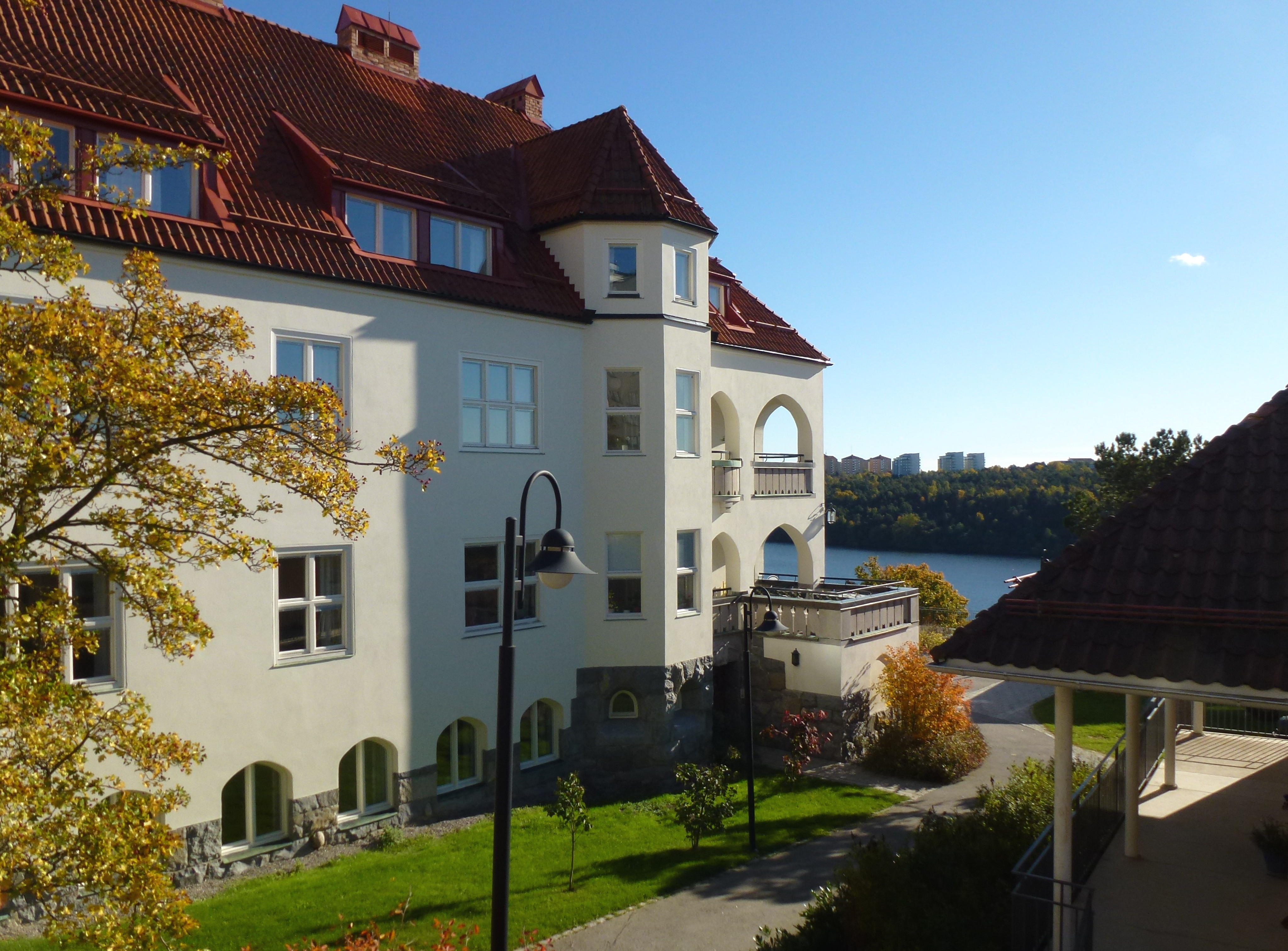
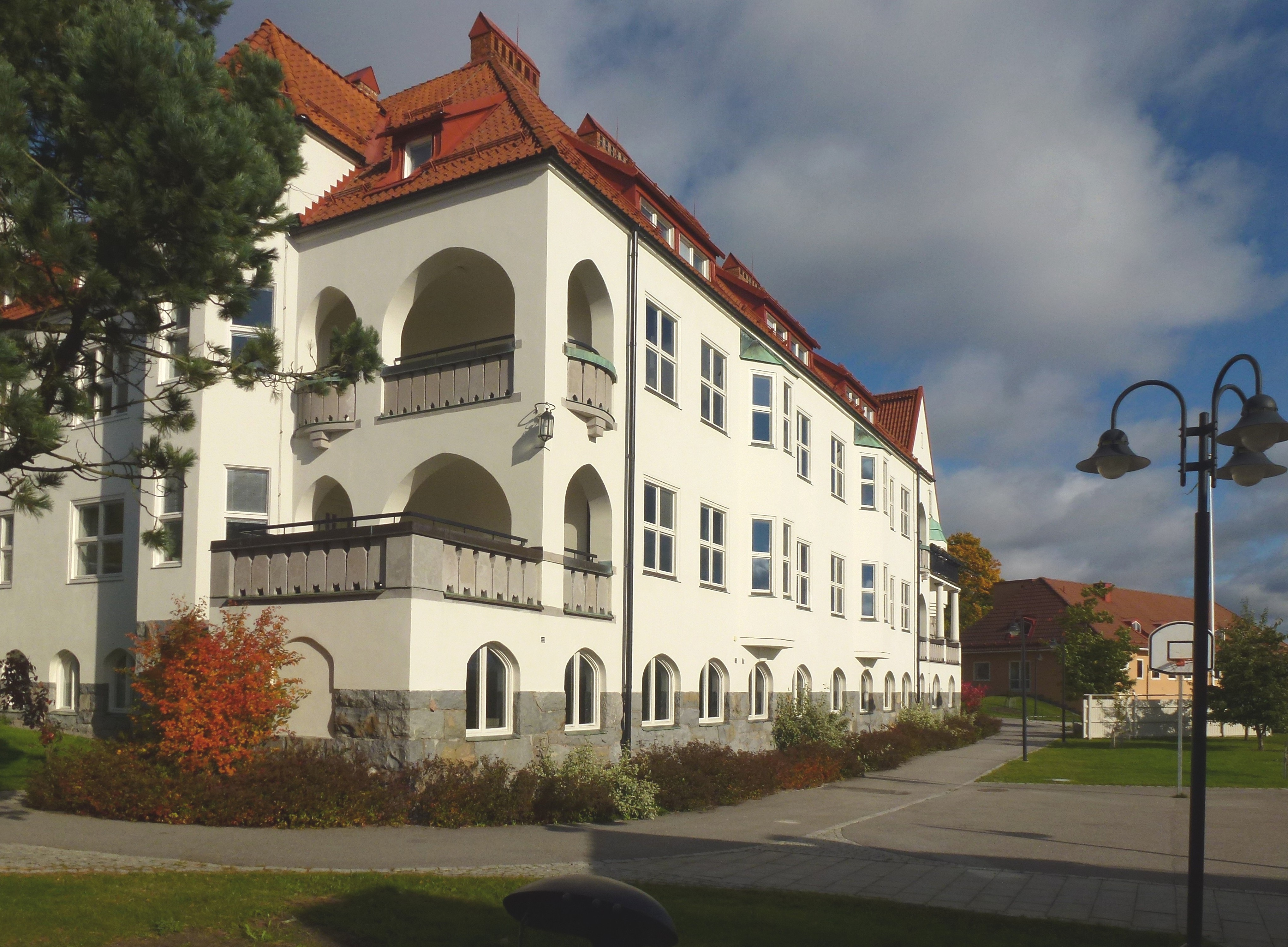